# TuS Asbach
Der TuS 1882 Asbach e. V. ist ein deutscher Sportverein mit Sitz in der rheinland-pfälzischen Ortsgemeinde Asbach innerhalb der gleichnamigen Verbandsgemeinde im Landkreis Neuwied.

## Abteilungen

### Fußball

#### Nachkriegszeit
Die erste Fußball-Mannschaft stieg zur Saison 1951/52 in die zu dieser Zeit drittklassige Landesliga Rheinland auf. Mit 32:28 Punkten platzierte man sich am Ende der Spielzeit auf dem achten Platz. Damit qualifizierte sich der Verein nicht für die zur nächsten Saison eingeführten Amateurliga Rheinland und musste somit zur nächsten Saison in der viertklassigen 2. Amateurliga antreten.

#### Heutige Zeit
In der Saison 2002/03 spielt der Verein in der Bezirksliga Rheinland und platzierte sich hier mit 53 Punkten auf dem achten Platz, nach einer Spielklassenreform musste die Mannschaft jedoch in die Kreisliga A Westerwald/Wied absteigen. Hier gelang dann nach der Saison 2004/05 mit 65 Punkten die Meisterschaft und damit die Rückkehr in die Bezirksliga. Nach der Saison 2009/10 musste man dann mit 35 Punkten wieder in die Kreisliga A absteigen. In der Saison 2022/23 schaffte die erste Mannschaft nach 13 Jahren wieder in die Berzirksliga Ost aufzusteigen.

### Badminton
Die erste Herren-Mannschaft im Badminton spielt derzeit in der Bezirksliga Ost.

### Volleyball
Die erste Damen-Mannschaft im Volleyball spielt derzeit in der Verbandsliga Nord im Spielbetrieb des Volleyball-Verband Rheinland-Pfalz innerhalb des DVV.

## Persönlichkeiten
- Daniel Buballa (* 1990), später u. a. Fußballspieler beim VfR Aalen und FC St. Pauli